# Balçorra
La Balçorra és una muntanya de 904 metres que es troba al municipi de la Baronia de Rialb, a la comarca catalana de la Noguera.